# Južni rt (Nova Zelandija)
Južni rt (angleško South Cape), je rt na južni obali Stewartovega otoka / Rakiura, Nova Zelandija. Je najbolj južna točka Stewartovega otoka. Južni rt je eden od štirih glavnih rtov na Novi Zelandiji. Poimenoval ga je James Cook, kapitan ladje Endeavour na svoji odpravi med letoma 1769 in 1770.
Cook je prvotno začrtal, da je Stewartov otok / Rakiura, kot polotok priključen Južnemu otoku Nove Zelandije, Južni rt pa je poimenoval Cape South. 
Drugi glavni rti, ki so bili takrat poimenovani, so Severni rt, Vzhodni rt in Zahodni rt. Južni rt je tudi eden od petih Velikih rtov.